# Josef Kling
Josef Kling (Magonza, 19 marzo 1811 – Londra, 1º dicembre 1876) è stato un compositore di scacchi tedesco naturalizzato inglese.
Inizialmente svolse l'attività di insegnante di musica. Nel 1834 si trasferì a Parigi, dove si guadagnava da vivere giocando a scacchi al Café de la Régence. Nel 1836 pubblicò sulla rivista « Le Palamède » un'analisi del finale di torre e alfiere contro torre, che fu inclusa da Howard Staunton nel 1847 nel suo libro Factory Chess Player's Handbook.
Nel 1837 si trasferì a Londra. Nel 1849 pubblicò The Chess Euclid, una raccolta di 200 problemi e studi. Firmò il libro con "J. KLING, Professor of Music". Nel 1851 pubblicò, assieme a Bernhard Horwitz, Chess Studies; or Endings of Games, il primo libro dedicato esclusivamente agli studi di scacchi. In una recensione del libro, Tassilo von der Lasa fece notare la sostanziale differenza tra il problema e lo studio: in quest'ultimo le posizioni sono generalmente simili ad un vero finale di partita.
Assieme ad Horwitz fondò nel 1851 la rivista «The Chess Player», che però continuò le pubblicazioni solo per qualche anno. Nel 1852 fondò a Londra, in New Oxford Street, il circolo scacchistico Kling's Chess and Coffee Rooms, che rimase in attività fino al 1859. Era frequentato tra gli altri dal capitano William Davies Evans. Kling rimase sulla scena scacchistica fino alla morte e fu nominato membro onorario del City of London Chess Club.
Il database di Harold van der Heijden contiene circa 450 suoi studi, composti in gran parte assieme a Bernhard Horwitz.
Due suoi studi:
|   | a | b | c | d | e | f | g | h |   |
| 8 | g8 cavallo del bianco · f7 pedone del nero · f4 re del bianco · e3 cavallo del bianco · h1 re del nero | g8 cavallo del bianco · f7 pedone del nero · f4 re del bianco · e3 cavallo del bianco · h1 re del nero | g8 cavallo del bianco · f7 pedone del nero · f4 re del bianco · e3 cavallo del bianco · h1 re del nero | g8 cavallo del bianco · f7 pedone del nero · f4 re del bianco · e3 cavallo del bianco · h1 re del nero | g8 cavallo del bianco · f7 pedone del nero · f4 re del bianco · e3 cavallo del bianco · h1 re del nero | g8 cavallo del bianco · f7 pedone del nero · f4 re del bianco · e3 cavallo del bianco · h1 re del nero | g8 cavallo del bianco · f7 pedone del nero · f4 re del bianco · e3 cavallo del bianco · h1 re del nero | g8 cavallo del bianco · f7 pedone del nero · f4 re del bianco · e3 cavallo del bianco · h1 re del nero | 8 |
| 7 | g8 cavallo del bianco · f7 pedone del nero · f4 re del bianco · e3 cavallo del bianco · h1 re del nero | g8 cavallo del bianco · f7 pedone del nero · f4 re del bianco · e3 cavallo del bianco · h1 re del nero | g8 cavallo del bianco · f7 pedone del nero · f4 re del bianco · e3 cavallo del bianco · h1 re del nero | g8 cavallo del bianco · f7 pedone del nero · f4 re del bianco · e3 cavallo del bianco · h1 re del nero | g8 cavallo del bianco · f7 pedone del nero · f4 re del bianco · e3 cavallo del bianco · h1 re del nero | g8 cavallo del bianco · f7 pedone del nero · f4 re del bianco · e3 cavallo del bianco · h1 re del nero | g8 cavallo del bianco · f7 pedone del nero · f4 re del bianco · e3 cavallo del bianco · h1 re del nero | g8 cavallo del bianco · f7 pedone del nero · f4 re del bianco · e3 cavallo del bianco · h1 re del nero | 7 |
| 6 | g8 cavallo del bianco · f7 pedone del nero · f4 re del bianco · e3 cavallo del bianco · h1 re del nero | g8 cavallo del bianco · f7 pedone del nero · f4 re del bianco · e3 cavallo del bianco · h1 re del nero | g8 cavallo del bianco · f7 pedone del nero · f4 re del bianco · e3 cavallo del bianco · h1 re del nero | g8 cavallo del bianco · f7 pedone del nero · f4 re del bianco · e3 cavallo del bianco · h1 re del nero | g8 cavallo del bianco · f7 pedone del nero · f4 re del bianco · e3 cavallo del bianco · h1 re del nero | g8 cavallo del bianco · f7 pedone del nero · f4 re del bianco · e3 cavallo del bianco · h1 re del nero | g8 cavallo del bianco · f7 pedone del nero · f4 re del bianco · e3 cavallo del bianco · h1 re del nero | g8 cavallo del bianco · f7 pedone del nero · f4 re del bianco · e3 cavallo del bianco · h1 re del nero | 6 |
| 5 | g8 cavallo del bianco · f7 pedone del nero · f4 re del bianco · e3 cavallo del bianco · h1 re del nero | g8 cavallo del bianco · f7 pedone del nero · f4 re del bianco · e3 cavallo del bianco · h1 re del nero | g8 cavallo del bianco · f7 pedone del nero · f4 re del bianco · e3 cavallo del bianco · h1 re del nero | g8 cavallo del bianco · f7 pedone del nero · f4 re del bianco · e3 cavallo del bianco · h1 re del nero | g8 cavallo del bianco · f7 pedone del nero · f4 re del bianco · e3 cavallo del bianco · h1 re del nero | g8 cavallo del bianco · f7 pedone del nero · f4 re del bianco · e3 cavallo del bianco · h1 re del nero | g8 cavallo del bianco · f7 pedone del nero · f4 re del bianco · e3 cavallo del bianco · h1 re del nero | g8 cavallo del bianco · f7 pedone del nero · f4 re del bianco · e3 cavallo del bianco · h1 re del nero | 5 |
| 4 | g8 cavallo del bianco · f7 pedone del nero · f4 re del bianco · e3 cavallo del bianco · h1 re del nero | g8 cavallo del bianco · f7 pedone del nero · f4 re del bianco · e3 cavallo del bianco · h1 re del nero | g8 cavallo del bianco · f7 pedone del nero · f4 re del bianco · e3 cavallo del bianco · h1 re del nero | g8 cavallo del bianco · f7 pedone del nero · f4 re del bianco · e3 cavallo del bianco · h1 re del nero | g8 cavallo del bianco · f7 pedone del nero · f4 re del bianco · e3 cavallo del bianco · h1 re del nero | g8 cavallo del bianco · f7 pedone del nero · f4 re del bianco · e3 cavallo del bianco · h1 re del nero | g8 cavallo del bianco · f7 pedone del nero · f4 re del bianco · e3 cavallo del bianco · h1 re del nero | g8 cavallo del bianco · f7 pedone del nero · f4 re del bianco · e3 cavallo del bianco · h1 re del nero | 4 |
| 3 | g8 cavallo del bianco · f7 pedone del nero · f4 re del bianco · e3 cavallo del bianco · h1 re del nero | g8 cavallo del bianco · f7 pedone del nero · f4 re del bianco · e3 cavallo del bianco · h1 re del nero | g8 cavallo del bianco · f7 pedone del nero · f4 re del bianco · e3 cavallo del bianco · h1 re del nero | g8 cavallo del bianco · f7 pedone del nero · f4 re del bianco · e3 cavallo del bianco · h1 re del nero | g8 cavallo del bianco · f7 pedone del nero · f4 re del bianco · e3 cavallo del bianco · h1 re del nero | g8 cavallo del bianco · f7 pedone del nero · f4 re del bianco · e3 cavallo del bianco · h1 re del nero | g8 cavallo del bianco · f7 pedone del nero · f4 re del bianco · e3 cavallo del bianco · h1 re del nero | g8 cavallo del bianco · f7 pedone del nero · f4 re del bianco · e3 cavallo del bianco · h1 re del nero | 3 |
| 2 | g8 cavallo del bianco · f7 pedone del nero · f4 re del bianco · e3 cavallo del bianco · h1 re del nero | g8 cavallo del bianco · f7 pedone del nero · f4 re del bianco · e3 cavallo del bianco · h1 re del nero | g8 cavallo del bianco · f7 pedone del nero · f4 re del bianco · e3 cavallo del bianco · h1 re del nero | g8 cavallo del bianco · f7 pedone del nero · f4 re del bianco · e3 cavallo del bianco · h1 re del nero | g8 cavallo del bianco · f7 pedone del nero · f4 re del bianco · e3 cavallo del bianco · h1 re del nero | g8 cavallo del bianco · f7 pedone del nero · f4 re del bianco · e3 cavallo del bianco · h1 re del nero | g8 cavallo del bianco · f7 pedone del nero · f4 re del bianco · e3 cavallo del bianco · h1 re del nero | g8 cavallo del bianco · f7 pedone del nero · f4 re del bianco · e3 cavallo del bianco · h1 re del nero | 2 |
| 1 | g8 cavallo del bianco · f7 pedone del nero · f4 re del bianco · e3 cavallo del bianco · h1 re del nero | g8 cavallo del bianco · f7 pedone del nero · f4 re del bianco · e3 cavallo del bianco · h1 re del nero | g8 cavallo del bianco · f7 pedone del nero · f4 re del bianco · e3 cavallo del bianco · h1 re del nero | g8 cavallo del bianco · f7 pedone del nero · f4 re del bianco · e3 cavallo del bianco · h1 re del nero | g8 cavallo del bianco · f7 pedone del nero · f4 re del bianco · e3 cavallo del bianco · h1 re del nero | g8 cavallo del bianco · f7 pedone del nero · f4 re del bianco · e3 cavallo del bianco · h1 re del nero | g8 cavallo del bianco · f7 pedone del nero · f4 re del bianco · e3 cavallo del bianco · h1 re del nero | g8 cavallo del bianco · f7 pedone del nero · f4 re del bianco · e3 cavallo del bianco · h1 re del nero | 1 |
|   | a | b | c | d | e | f | g | h |   |

Soluzione:
1. Cf6  Rh2   2. Rg4  Rh1

(2. ...Rg1  3. Rg3)  3. Rh3  Rg1

4. Rg3  Rg1  5. Cfg4  f5

(5. ...f6  6. Cf2 Rg1  7. Ch3#)

6. Cf2+  Rg1   7. Ch3+  Rh1

8. Cf4  Rg1  9. Ce2+  Rh1

|   | a | b | c | d | e | f | g | h |   |
| 8 | c7 re del bianco · b6 pedone del bianco · e5 cavallo del nero · a4 pedone del nero · e4 donna del bianco · a1 donna del nero · c1 re del nero | c7 re del bianco · b6 pedone del bianco · e5 cavallo del nero · a4 pedone del nero · e4 donna del bianco · a1 donna del nero · c1 re del nero | c7 re del bianco · b6 pedone del bianco · e5 cavallo del nero · a4 pedone del nero · e4 donna del bianco · a1 donna del nero · c1 re del nero | c7 re del bianco · b6 pedone del bianco · e5 cavallo del nero · a4 pedone del nero · e4 donna del bianco · a1 donna del nero · c1 re del nero | c7 re del bianco · b6 pedone del bianco · e5 cavallo del nero · a4 pedone del nero · e4 donna del bianco · a1 donna del nero · c1 re del nero | c7 re del bianco · b6 pedone del bianco · e5 cavallo del nero · a4 pedone del nero · e4 donna del bianco · a1 donna del nero · c1 re del nero | c7 re del bianco · b6 pedone del bianco · e5 cavallo del nero · a4 pedone del nero · e4 donna del bianco · a1 donna del nero · c1 re del nero | c7 re del bianco · b6 pedone del bianco · e5 cavallo del nero · a4 pedone del nero · e4 donna del bianco · a1 donna del nero · c1 re del nero | 8 |
| 7 | c7 re del bianco · b6 pedone del bianco · e5 cavallo del nero · a4 pedone del nero · e4 donna del bianco · a1 donna del nero · c1 re del nero | c7 re del bianco · b6 pedone del bianco · e5 cavallo del nero · a4 pedone del nero · e4 donna del bianco · a1 donna del nero · c1 re del nero | c7 re del bianco · b6 pedone del bianco · e5 cavallo del nero · a4 pedone del nero · e4 donna del bianco · a1 donna del nero · c1 re del nero | c7 re del bianco · b6 pedone del bianco · e5 cavallo del nero · a4 pedone del nero · e4 donna del bianco · a1 donna del nero · c1 re del nero | c7 re del bianco · b6 pedone del bianco · e5 cavallo del nero · a4 pedone del nero · e4 donna del bianco · a1 donna del nero · c1 re del nero | c7 re del bianco · b6 pedone del bianco · e5 cavallo del nero · a4 pedone del nero · e4 donna del bianco · a1 donna del nero · c1 re del nero | c7 re del bianco · b6 pedone del bianco · e5 cavallo del nero · a4 pedone del nero · e4 donna del bianco · a1 donna del nero · c1 re del nero | c7 re del bianco · b6 pedone del bianco · e5 cavallo del nero · a4 pedone del nero · e4 donna del bianco · a1 donna del nero · c1 re del nero | 7 |
| 6 | c7 re del bianco · b6 pedone del bianco · e5 cavallo del nero · a4 pedone del nero · e4 donna del bianco · a1 donna del nero · c1 re del nero | c7 re del bianco · b6 pedone del bianco · e5 cavallo del nero · a4 pedone del nero · e4 donna del bianco · a1 donna del nero · c1 re del nero | c7 re del bianco · b6 pedone del bianco · e5 cavallo del nero · a4 pedone del nero · e4 donna del bianco · a1 donna del nero · c1 re del nero | c7 re del bianco · b6 pedone del bianco · e5 cavallo del nero · a4 pedone del nero · e4 donna del bianco · a1 donna del nero · c1 re del nero | c7 re del bianco · b6 pedone del bianco · e5 cavallo del nero · a4 pedone del nero · e4 donna del bianco · a1 donna del nero · c1 re del nero | c7 re del bianco · b6 pedone del bianco · e5 cavallo del nero · a4 pedone del nero · e4 donna del bianco · a1 donna del nero · c1 re del nero | c7 re del bianco · b6 pedone del bianco · e5 cavallo del nero · a4 pedone del nero · e4 donna del bianco · a1 donna del nero · c1 re del nero | c7 re del bianco · b6 pedone del bianco · e5 cavallo del nero · a4 pedone del nero · e4 donna del bianco · a1 donna del nero · c1 re del nero | 6 |
| 5 | c7 re del bianco · b6 pedone del bianco · e5 cavallo del nero · a4 pedone del nero · e4 donna del bianco · a1 donna del nero · c1 re del nero | c7 re del bianco · b6 pedone del bianco · e5 cavallo del nero · a4 pedone del nero · e4 donna del bianco · a1 donna del nero · c1 re del nero | c7 re del bianco · b6 pedone del bianco · e5 cavallo del nero · a4 pedone del nero · e4 donna del bianco · a1 donna del nero · c1 re del nero | c7 re del bianco · b6 pedone del bianco · e5 cavallo del nero · a4 pedone del nero · e4 donna del bianco · a1 donna del nero · c1 re del nero | c7 re del bianco · b6 pedone del bianco · e5 cavallo del nero · a4 pedone del nero · e4 donna del bianco · a1 donna del nero · c1 re del nero | c7 re del bianco · b6 pedone del bianco · e5 cavallo del nero · a4 pedone del nero · e4 donna del bianco · a1 donna del nero · c1 re del nero | c7 re del bianco · b6 pedone del bianco · e5 cavallo del nero · a4 pedone del nero · e4 donna del bianco · a1 donna del nero · c1 re del nero | c7 re del bianco · b6 pedone del bianco · e5 cavallo del nero · a4 pedone del nero · e4 donna del bianco · a1 donna del nero · c1 re del nero | 5 |
| 4 | c7 re del bianco · b6 pedone del bianco · e5 cavallo del nero · a4 pedone del nero · e4 donna del bianco · a1 donna del nero · c1 re del nero | c7 re del bianco · b6 pedone del bianco · e5 cavallo del nero · a4 pedone del nero · e4 donna del bianco · a1 donna del nero · c1 re del nero | c7 re del bianco · b6 pedone del bianco · e5 cavallo del nero · a4 pedone del nero · e4 donna del bianco · a1 donna del nero · c1 re del nero | c7 re del bianco · b6 pedone del bianco · e5 cavallo del nero · a4 pedone del nero · e4 donna del bianco · a1 donna del nero · c1 re del nero | c7 re del bianco · b6 pedone del bianco · e5 cavallo del nero · a4 pedone del nero · e4 donna del bianco · a1 donna del nero · c1 re del nero | c7 re del bianco · b6 pedone del bianco · e5 cavallo del nero · a4 pedone del nero · e4 donna del bianco · a1 donna del nero · c1 re del nero | c7 re del bianco · b6 pedone del bianco · e5 cavallo del nero · a4 pedone del nero · e4 donna del bianco · a1 donna del nero · c1 re del nero | c7 re del bianco · b6 pedone del bianco · e5 cavallo del nero · a4 pedone del nero · e4 donna del bianco · a1 donna del nero · c1 re del nero | 4 |
| 3 | c7 re del bianco · b6 pedone del bianco · e5 cavallo del nero · a4 pedone del nero · e4 donna del bianco · a1 donna del nero · c1 re del nero | c7 re del bianco · b6 pedone del bianco · e5 cavallo del nero · a4 pedone del nero · e4 donna del bianco · a1 donna del nero · c1 re del nero | c7 re del bianco · b6 pedone del bianco · e5 cavallo del nero · a4 pedone del nero · e4 donna del bianco · a1 donna del nero · c1 re del nero | c7 re del bianco · b6 pedone del bianco · e5 cavallo del nero · a4 pedone del nero · e4 donna del bianco · a1 donna del nero · c1 re del nero | c7 re del bianco · b6 pedone del bianco · e5 cavallo del nero · a4 pedone del nero · e4 donna del bianco · a1 donna del nero · c1 re del nero | c7 re del bianco · b6 pedone del bianco · e5 cavallo del nero · a4 pedone del nero · e4 donna del bianco · a1 donna del nero · c1 re del nero | c7 re del bianco · b6 pedone del bianco · e5 cavallo del nero · a4 pedone del nero · e4 donna del bianco · a1 donna del nero · c1 re del nero | c7 re del bianco · b6 pedone del bianco · e5 cavallo del nero · a4 pedone del nero · e4 donna del bianco · a1 donna del nero · c1 re del nero | 3 |
| 2 | c7 re del bianco · b6 pedone del bianco · e5 cavallo del nero · a4 pedone del nero · e4 donna del bianco · a1 donna del nero · c1 re del nero | c7 re del bianco · b6 pedone del bianco · e5 cavallo del nero · a4 pedone del nero · e4 donna del bianco · a1 donna del nero · c1 re del nero | c7 re del bianco · b6 pedone del bianco · e5 cavallo del nero · a4 pedone del nero · e4 donna del bianco · a1 donna del nero · c1 re del nero | c7 re del bianco · b6 pedone del bianco · e5 cavallo del nero · a4 pedone del nero · e4 donna del bianco · a1 donna del nero · c1 re del nero | c7 re del bianco · b6 pedone del bianco · e5 cavallo del nero · a4 pedone del nero · e4 donna del bianco · a1 donna del nero · c1 re del nero | c7 re del bianco · b6 pedone del bianco · e5 cavallo del nero · a4 pedone del nero · e4 donna del bianco · a1 donna del nero · c1 re del nero | c7 re del bianco · b6 pedone del bianco · e5 cavallo del nero · a4 pedone del nero · e4 donna del bianco · a1 donna del nero · c1 re del nero | c7 re del bianco · b6 pedone del bianco · e5 cavallo del nero · a4 pedone del nero · e4 donna del bianco · a1 donna del nero · c1 re del nero | 2 |
| 1 | c7 re del bianco · b6 pedone del bianco · e5 cavallo del nero · a4 pedone del nero · e4 donna del bianco · a1 donna del nero · c1 re del nero | c7 re del bianco · b6 pedone del bianco · e5 cavallo del nero · a4 pedone del nero · e4 donna del bianco · a1 donna del nero · c1 re del nero | c7 re del bianco · b6 pedone del bianco · e5 cavallo del nero · a4 pedone del nero · e4 donna del bianco · a1 donna del nero · c1 re del nero | c7 re del bianco · b6 pedone del bianco · e5 cavallo del nero · a4 pedone del nero · e4 donna del bianco · a1 donna del nero · c1 re del nero | c7 re del bianco · b6 pedone del bianco · e5 cavallo del nero · a4 pedone del nero · e4 donna del bianco · a1 donna del nero · c1 re del nero | c7 re del bianco · b6 pedone del bianco · e5 cavallo del nero · a4 pedone del nero · e4 donna del bianco · a1 donna del nero · c1 re del nero | c7 re del bianco · b6 pedone del bianco · e5 cavallo del nero · a4 pedone del nero · e4 donna del bianco · a1 donna del nero · c1 re del nero | c7 re del bianco · b6 pedone del bianco · e5 cavallo del nero · a4 pedone del nero · e4 donna del bianco · a1 donna del nero · c1 re del nero | 1 |
|   | a | b | c | d | e | f | g | h |   |